# Gosudar celé Rusi
Gusudar celé Rusi (rusky Государь всея Руси) původně gospodar (господарь), tedy panovník celé Rusi, je historický titul užívaný moskevskými velkoknížaty od dob knížete Ivana III. Později tento titul používali ruští carové.

## Původ označení
Přívlastek „celé Rusi“, který obsahoval nárok na nejvyšší moc ve všech knížectvích Kyjevské Rusi, byl součástí titulu kyjevských knížat před mongolskou invazí i poté, co se Kyjevská Rus fakticky rozpadla na jednotlivá knížectví.
V důsledku mongolského vpádu se většina knížectví dostala pod přímou nebo nepřímou nadvládu Zlaté hordy. Nejvýznamnějším církevním a politickým centrem vazalské Rusi se stalo Vladimirsko-suzdalské knížectví a jeho hlavní město Vladimir. Přívlastek "celé Rusi" začala používat některá jiná knížata, obvykle v závislosti na tom, komu Zlatá horda přiznala titul velkoknížete vladimirského. Takto byl titulován například tverský kníže Michail Jaroslavič (přinejmenším v oficiální korespondenci s konstantinopolským patriarchou Nefón I.), dále moskevská knížata Ivan I. Kalita , kterému byl Zlatou hordou přiznán titul velkoknížete vladimirského v roce 1315. Dalšími byli Semjon Hrdý a Vasilij I. Dmitrijevič.
Moskevské velkoknížectví ještě dlouho neovládalo celé území Rusi, titul „celé Rusi“ byl používán k prosazování nároku na nadřazenost nad ostatní ruská knížata a později přímou nadvládu. Například v souvislosti s Velikým Novgorodem, který byl formálně podřízen vladimirským knížatům, a ve vztazích s bojarskou republikou se moskevská knížata opírala o rozšířenou interpretaci svých práv jako vládců „velkoknížectví vladimirského a celé Rusi“. 
Tendenci připisovat mezi ruské země také Litevské velkoknížectví lze vysledovat do 80.-90. let 14. století v době Ivana III., což bylo spojeno s prohlubováním rozporů mezi státy, když se ve sporech s Litvou moskevská knížata odvolávala na myšlenku „celé Rusi“ jako rodového dědictví Rurikovců.
Z díla Andráse Zoltána  vyplývá, že označení panovník jako „gosudara“ se poprvé objevilo v písemném ruském zdroji až v roce 1645. Předtím byly běžné pouze hláskování (ve starověkých písmenech) „gospodar“, či „ospodar“ a zkratka „gdr“. Mnoho překladatelů (od pozdních písařů kronik až po profesionální historiky) místo „gdr“ (panovník) psalo přepis „gosudar“, což vedlo k názoru, že označení „gosudar“ se objevovalo již dříve.

## Nositelé titulu

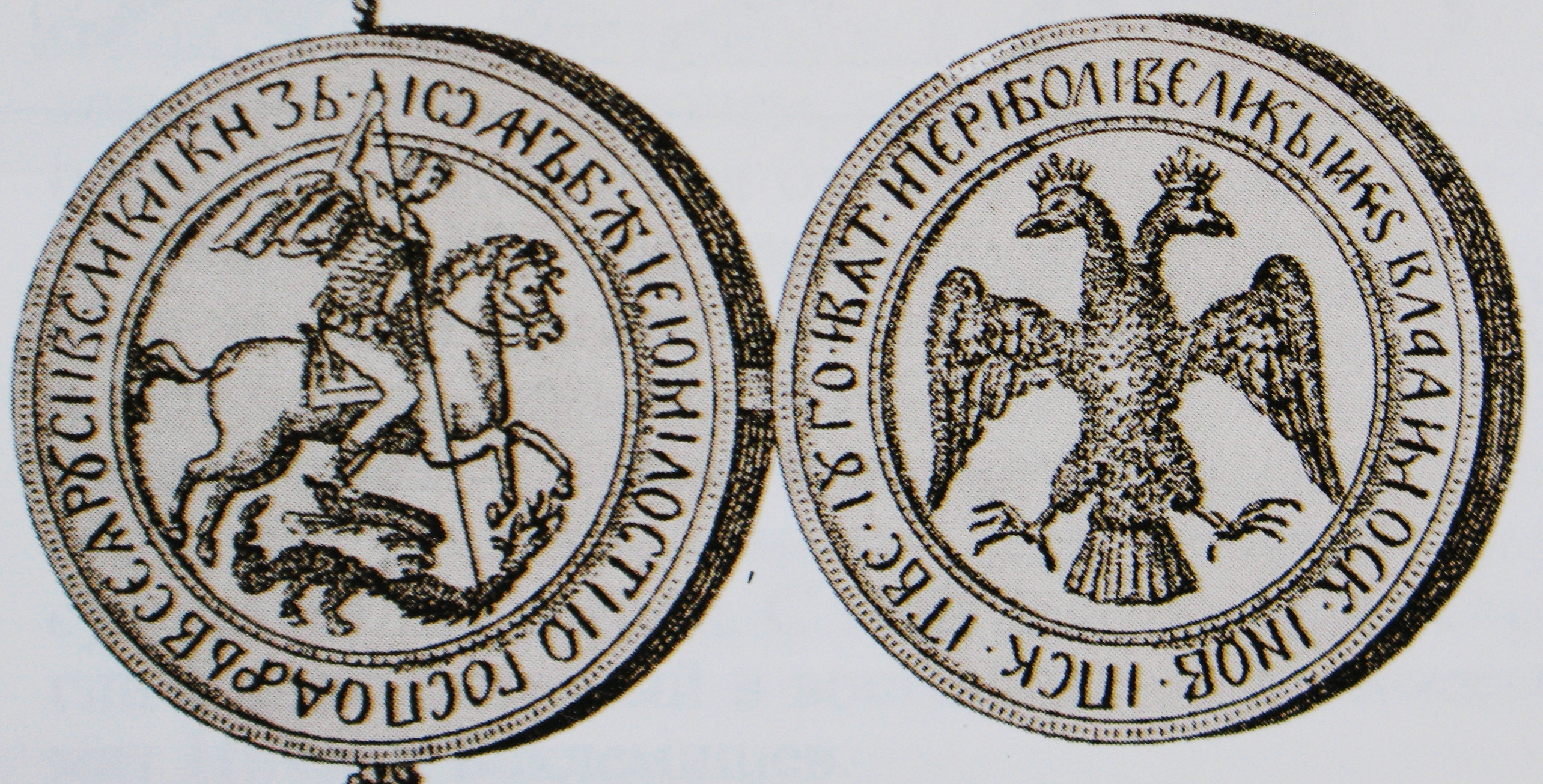
Pečeť knížete Ivana III.

Prvním „vládcem celé Rusi“ (přesněji prvním, kdo vydal minci s takovým nápisem) byl Dmitrij Šemjaka, který se předtím tituloval prostě jako „veliký kníže celé Rusi“. Po něm titul „vládce celé Rusi“ (mezi dalšími tituly) používali také Vasilij II. Temný, Ivan III. Vasilievič a Vasilij III. Ivanovič.

## V carských dobách
Na raných mincích Ivana IV. Hrozného byl vyražen nápis „Velký kníže Ivan Vasiljevič panovník celé Rusi “. Po zavedení carského titulu bylo slovo „gospodar“ (vládce) a poté „gosudar“ (panovník) zahrnuto do titulu ruských carů, ale již nikdy se neobjevovalo ve spojení se slovy „celé Rusi“. Například celý panovnický titul Alexeje I. Michajloviče zněl takto:
«Божіею милостію, Мы Великій Государь, Царь и Великій Князь Алексѣй Михайловичъ, всея Великія и Малыя и Бѣлыя Россіи Самодержецъ, Московскій, Кіевскій, Владимірскій, Новгородскій, Царь Казанскій, Царь Астраханскій, Царь Сибирскій, Государь Псковскій и Великій Князь Тверскій, Югорскій, Пермскій, Вятскій, Болгарскій и иныхъ, Государь и Великій Князь Новагорода Низовскія земли, Черниговскій, Рязанскій, Ростовскій, Ярославскій, Бѣлоозерскій, Удорскій, Обдорскій, Кондинскій и всея Сѣверныя страны Повелитель, и Государь Иверскія земли, Карталинскихъ и Грузинскихъ Царей и Кабардинскія земли, Черкасскихъ и Горскихъ Князей и инымъ многимъ Государствамъ и Землямъ Восточнымъ и Западнымъ, и Сѣвернымъ Отчичъ и Дѣдичъ, и Наслѣдникъ, и Государь и Обладатель».
„My, z Boží milosti Velký Gosudar, Car a Velkokníže Alexej Michajlovič, celé Velké a Malé a Bílé Rusi samovládce, Moskevský, Kyjevský, Vladimirský, Novgorodský, car Kazaňský, car Astrachaňský, car Sibiřský, panovník Pskova a Veliký Kníže Tverský, Jugorský, Permský, Vjatský, Bulhar a dalších, panovník a veliký kníže z Novgorodu Nizovské země, Černigovský, Rjazaňský, Rostovský, Jaroslavský, Beloozerský, Udorský, Obdorský, Kondinský a suverén všech severních zemí a panovník země Iverské, Kartalinských a Gruzínských carů Kabardinských zemí, Čerkasských a Horských Knížat a mnoho dalších zemí a panství Východních a Západních, Severních Otčin a Dědin, a Dědic a Panovník a Vládce.